# Arhavi
Arhavi (en laz არქაბი/Arǩabi i en georgià არქაბი/arkabi) és una petita ciutat i districte de la província d'Artvin, Regió de la Mar Negra, Turquia. Està situat a l'extrem nord-est del país, molt proper a la frontera amb Geòrgia i a la riba de la Mar Negre.
El districte d'Arhavi està conformat per un municipi (Arhavi) i 30 vilatges, repartits en una superfície de 314 km². El districte d'Arhavi limita amb el mar Negre al nord, Hopa al nord-est, Borçka a l'est, Murgul al sud-est i amb Fındıklı (província de Rize) a l'oest. El 2011, la ciutat tenia 15.622 habitants, i el districte, 19.263.
Tot i que la ciutat està a peu de mar, la majoria del districte (97% de la superfície) són àrees escarpades, muntanyes i altiplans, amb pics que s'acosten als 3.000 metres d'alçada, una estructura geogràfica típica de l'est de la mar negra. El clima també és representatiu de la zona, amb estius suaus, hiverns frescos i vents dominants de l'oest i el nord-oest. Pel que fa a les precipitacions, plou aproximadament uns 150-160 dies a l'any, repartits en les quatre estacions, amb una precipitació mitja de 2118 mm anuals i una humitat mitjana del 75,6%.
Arhavi té una gran quantitat de població laz, que parlen el dialecte vitse-arkhava, un dels cinc blocs dialectals d'aquesta llengua. La ciutat és coneguda pel festival "Arhavi Kültür ve Sanat Festivali", que se celebra anualment des de 1973. També és famosa per un poema de Nazim Hikmet, anomenat "Arhavili Ismail" (Ismail d'Arhavi, inclòs dins de la seva obra "L'Èpica de la Guerra d'Independèndia"), que parla de la Guerra d'Independència Turca des de la perspectiva de la gent corrent.